# Penalti

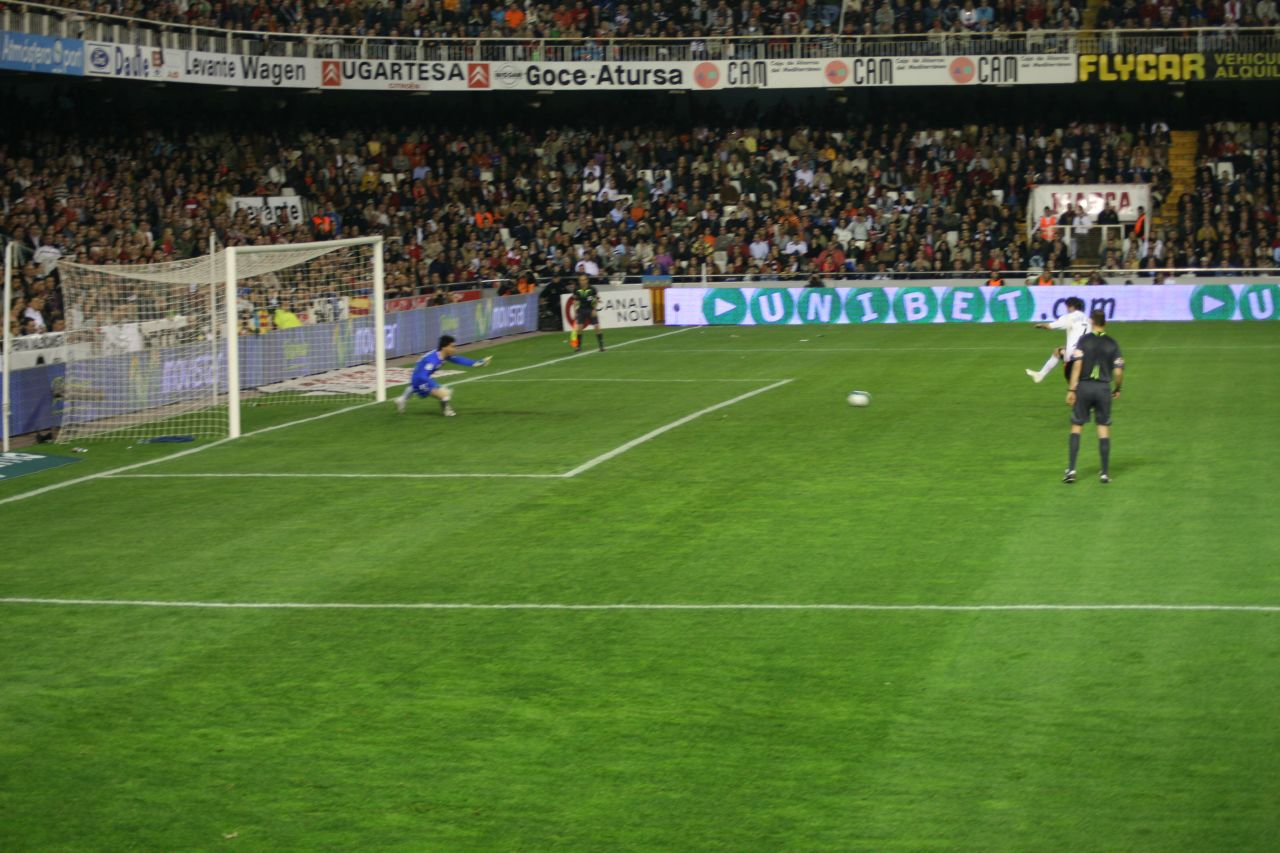
David Villa executând un penalti.

Penaltiul (denumit la fotbal și lovitură de la 11 metri) este o lovitură de pedeapsă acordată în fotbal, handbal, hochei pe gheață și alte sporturi pentru faulturi făcute de jucători în apropierea porții.

## Denumire
În fotbal, atunci când un jucător din teren din cei 11, inclusiv portarul, comite fault (piedică, împingere, ținere, lovirea cu cotul sau cu palma peste fața adversarului, prăbușirea involuntară peste adversar) sau henț (mingea atinsă cu mâna voluntar sau involuntar în anumite condiții) în propriul careu, se acordă penalti. În unele competiții, dacă meciul se termină la egalitate și după cele două reprize de prelungiri, se acordă penaltiuri, câte cinci pentru fiecare echipă, apoi câte unul pe rând pentru fiecare echipă, cu scopul de a determina echipa care merge mai departe în competiția respectivă sau chiar câștigătoarea competiției. De aceea, penaltiurilor li se mai spune: lovitură de la 11 metri, lovitură de pedeapsă, lovitură de la punctul cu var, lovituri de departajare.

## În fotbal
Atunci când un jucător comite în propria suprafață de pedeapsă una din greșelile care se sancționează cu lovitură liberă se acordă penalti. Executantul poate fi desemnat înainte ca partida să înceapă sau poate fi un jucător care „simte” că poate marca și își asumă această responsabilitate. Portarul are voie să se miște pe lungimea liniei porții, dar să nu avanseze in față, iar ceilalți jucători trebuie să stea în afara careului mare sau a semicercului de protecție, adică la 9,15 m în spatele punctului cu var. Dacă aceștia intră în careu înaintea fluierului arbitrului, lovitura se execută iar. Dacă mingea este șutată înaintea fluierului arbitrului, lovitura se execută din nou, la fel ca și atunci când portarul iese de pe linia porții.
În timpul meciului, dacă mingea revine la jucător, acesta are voie s-o reia în poartă, golul fiind valabil. Nu același lucru se poate spune în timpul loviturilor de departajare: dacă mingea nu intră din prima, încercarea este anulată. În fazele eliminatorii ale competițiilor, dacă meciul se încheie la egalitate, se joacă încă 2 reprize de prelungiri, de câte 15 minute fiecare. Dacă și după terminarea acestora scorul rămâne egal, se execută lovituri de departajare (lovituri de la 11m) pentru a se stabili echipa învingătoare.  Golurile înscrise din aceste penalti-uri nu se iau în considerare la rezultatul final al meciului, ci doar în cadrul respectivelor competiții.
Recordul pentru cele mai multe penaltiuri apărate la loviturile de departajare este deținut de portarul echipei Steaua București, Helmuth Duckadam, care a apărat toate cele patru lovituri de departajare, executate de jucătorii echipei FC Barcelona, Alesanco, Pedrazza, Pichi Alonso și Marcos în Finala Cupei Campionilor Europeni 1986.